# Quararibea oblongifolia
Quararibea oblongifolia là một loài thực vật có hoa trong họ Cẩm quỳ. Loài này được (Poepp. & Endl.) Vischer miêu tả khoa học đầu tiên năm 1920.